# Raphoe

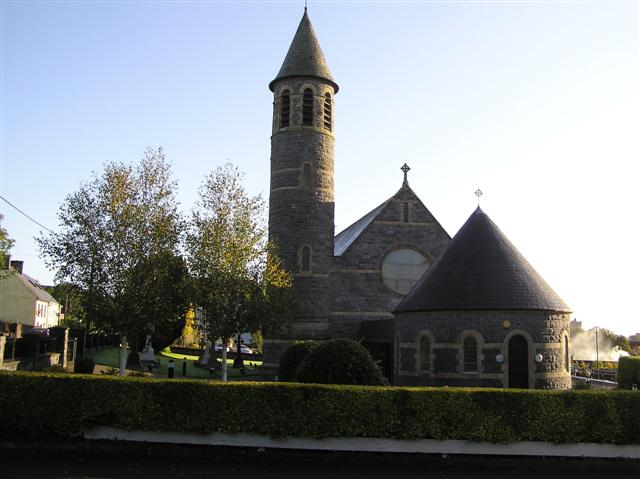
The Chapel

Raphoe ([ˈɹæfoʊ]; irisch Ráth Bhoth [ˈɾæːfɔh]) ist eine kleine Stadt im County Donegal im Norden der Republik Irland.

## Der Ort
Raphoe liegt inmitten einer landwirtschaftlich geprägten Region ganz im Osten der Grafschaft Donegal, etwa 10 km von der Grenze zu Nordirland entfernt (Tyrone/nahe Derry) und 3 km westlich der Nationalstraße N14 von Lifford nach Letterkenny. Seine Einwohnerzahl wurde bei der Volkszählung 2022 mit 1161 Personen ermittelt.
Raphoe ist sowohl für das römisch-katholische Bistum Raphoe als auch für die anglikanische Diocese of Derry and Raphoe namensgebend, jedoch nicht mehr Sitz des Bischofs.
Mit dem Beltany Stone Circle liegt direkt südlich von Raphoe der größte der Steinkreise in Ulster. Mit seinem geschätzten Alter von 4000 Jahren weist er auf die lange Besiedlungsgeschichte der Region hin; um die Mitte des 6. Jahrhunderts erfolgte hier eine Klostergründung durch Columban von Iona. Weiterentwickelt wurde die klösterliche Ansiedlung durch seinen Cousin Adomnan von Iona (anglisiert: Saint Eunan), nach dem die auf dem Kloster-Grundstück errichtete St. Eunan’s Cathedral der Church of Ireland im Ort benannt ist. Das heutige Aussehen Raphoes mit dem Diamond als Zentrum geht wie auch bei anderen Städten in der Region auf die Ulster Plantation zu Anfang des 17. Jahrhunderts zurück.
An den Schienenverkehr in Irland ist Raphoe seit Februar 1959 nicht mehr angeschlossen.

## Persönlichkeiten
- Chloe Magee (* 1988), Badmintonspielerin